# Галанчожский район
Галанчожский район (чечен. Галайн-Чӏожан кӏошт; ГаланчӀожан кӀошт) — административно-территориальная единица в составе Чеченской республики Российской Федерации. Существовал в 1925—1944 годах и формально воссоздан согласно Конституции Чеченской Республики в 2012 году, но фактически не организован. Административный центр — село Галанчож.

## Географическое положение
Располагается в юго-западной части республики. Территория района граничит на севере с современными Урус-Мартановским и Ачхой-Мартановским районами, на востоке — с Итум-Калинским и Шатойским районами, на юге с Грузией, на западе с республикой Ингушетия.

## История
Образован в 1925 году в составе Чеченской автономной области, где просуществовал до 1929 года. Восстановлен в 1935 году в составе Чечено-Ингушской АССР. Район покинут в период депортации чеченцев и ингушей в 1944 году. 31 августа 1944 года Галанчожский район упразднён и расформирован, его территория вошла в состав Ачхой-Мартановского, Сунженского, Итум-Калинского районов. После реабилитации чеченскому населению было запрещено селиться в данном районе. С 1992 по 1997 годы существовал в составе самопровозглашённой Чеченской республики Ичкерия. Восстановлен в 2012 году в составе Чеченской Республики. В 2014 году была создана государственная комиссия по образованию Галанчожского муниципального района.

## Население
Население района на 1939 год составило 9 499 человек, в том числе чеченцы 95,7 %, русские 2,8 %, ингуши 0,5 %, украинцы 0,4 %.

## Административный состав
До депортации 1944 года район был густонаселённым и одним из крупнейших в ЧИАССР, в котором размещено 140 сёл, входивших в состав 11 сельсоветов:
1. Аккийский (с. Акка),
2. Ялхаройский (с. Ялхорой),
3. Балойский (с. Балой),
4. Галайский (с. Галанчож),
5. Пешхойский (с. Пешхой),
6. Нашхойский (с. Магусты),
7. Бавлойский (с. Бавлой),
8. Никаройский (с. Никарой),
9. Мелхистинский (с. Меши),
10. Кийский (с. Ердычи),
11. Мереджойский (с. Мереджой).

В феврале 1944 года территории Галанчожского района вошли в состав:
1. Ачхой-Мартановский район — Балойский, Ялхаройский, Нашхойский, Хайбахойский, Аккинский, Галанчожский, Пешхойский сельсоветы.
2. Серноводский район — Мержойский сельсовет.
3. Грузинской ССР — Кейский, Мелхинский, Терлойский, Бавлойский сельсоветы.

## Памятники культуры
Галанчожский район является одним из древних исторических чеченских районов, откуда по преданию вышли коренные тейпы, впоследствии сформировавшие единый чеченский народ.
На территории Галанчожского района находятся памятники раннего и позднего средневековья, представляющие историческую и духовную ценность для чеченского народа — это старинные боевые и жилые башни, замки, склепы и, особо почитаемые в народе, озеро Галанчож и гора Ерди-корт.

## Галерея

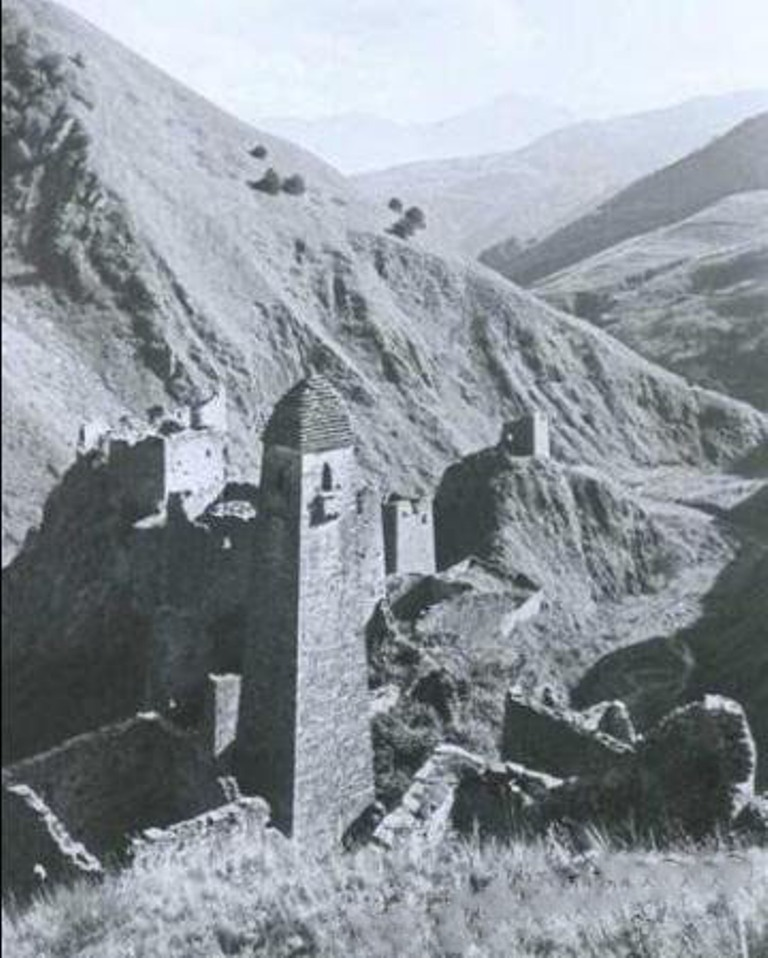
Развалины селения Никара (чеч. Нийкъара)
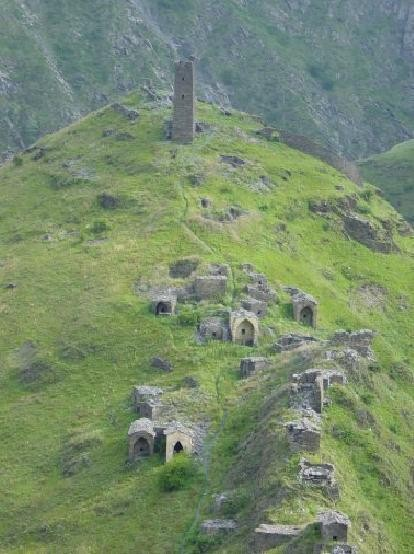
Вид сверху
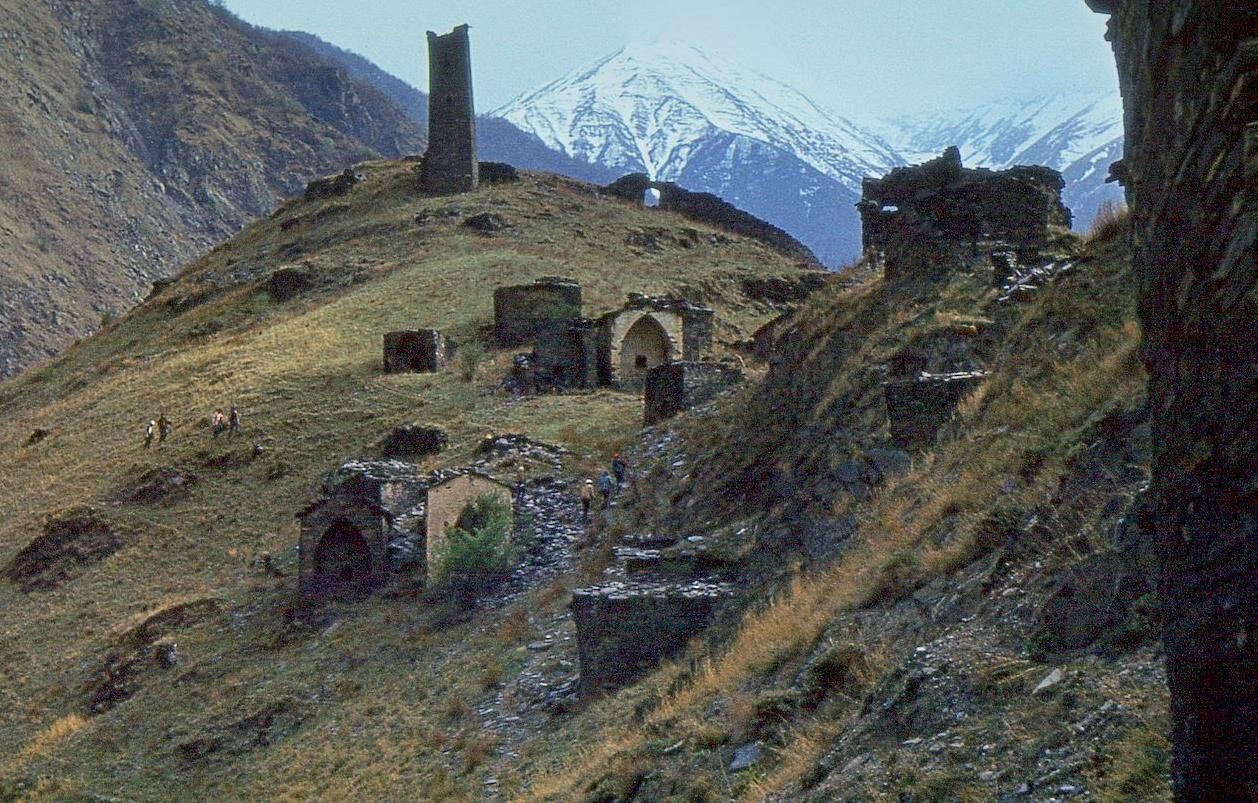
То же место с высоты человеческого роста
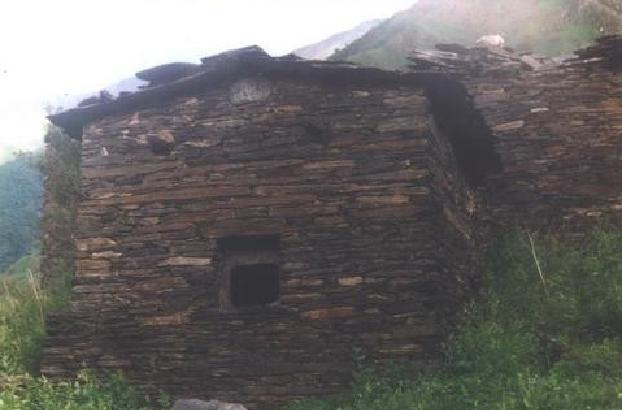
Склеп в селении Цой-Педе
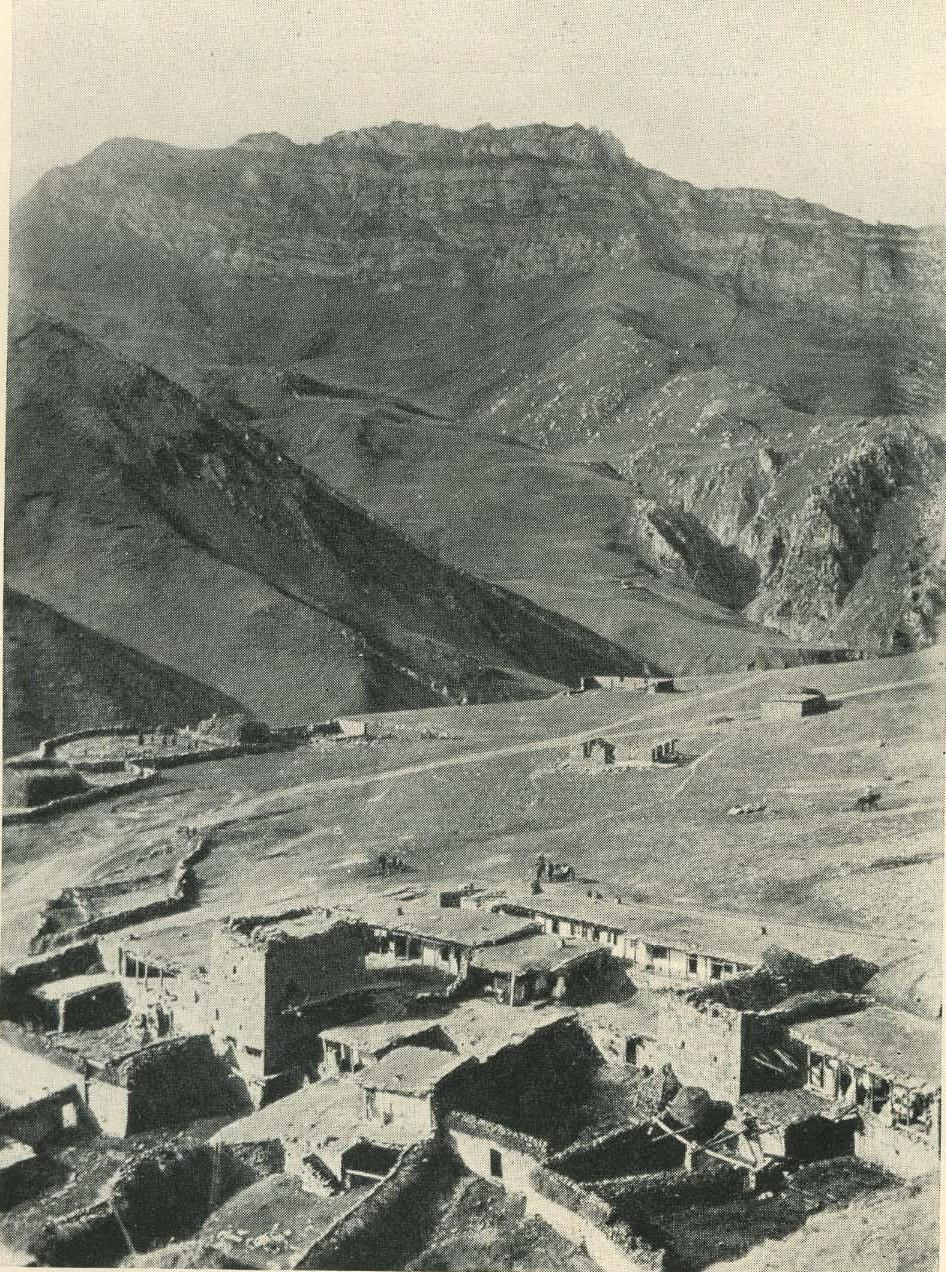
Селение Ака-Басс
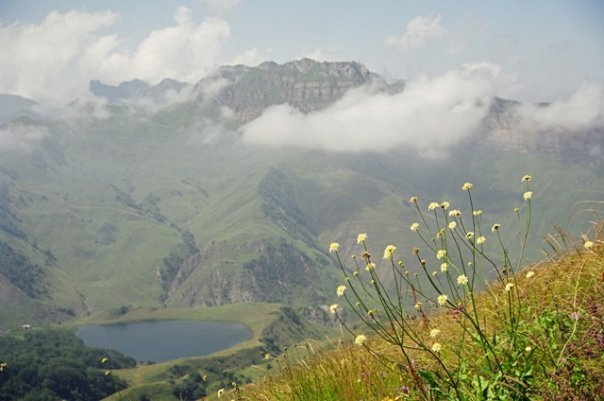
Озеро Галайн-Ам (чечен. Галайн-Іам)
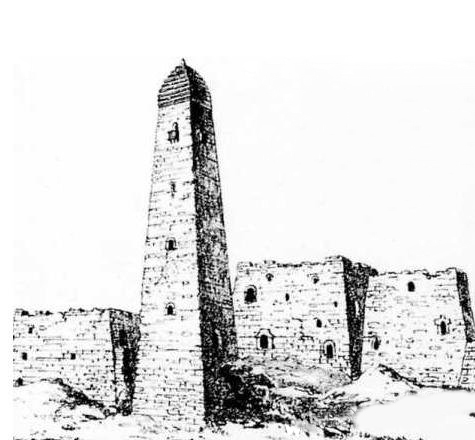
Башня в селении Хайбах. Рисунок Вс. Миллера, 1888 год
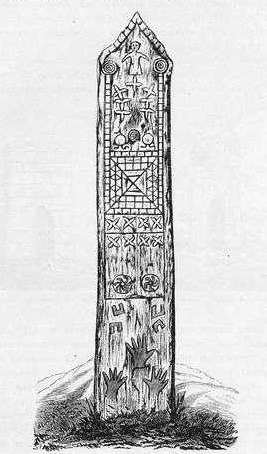
Памятник с петроглифами между аулами Вовга и Туркали
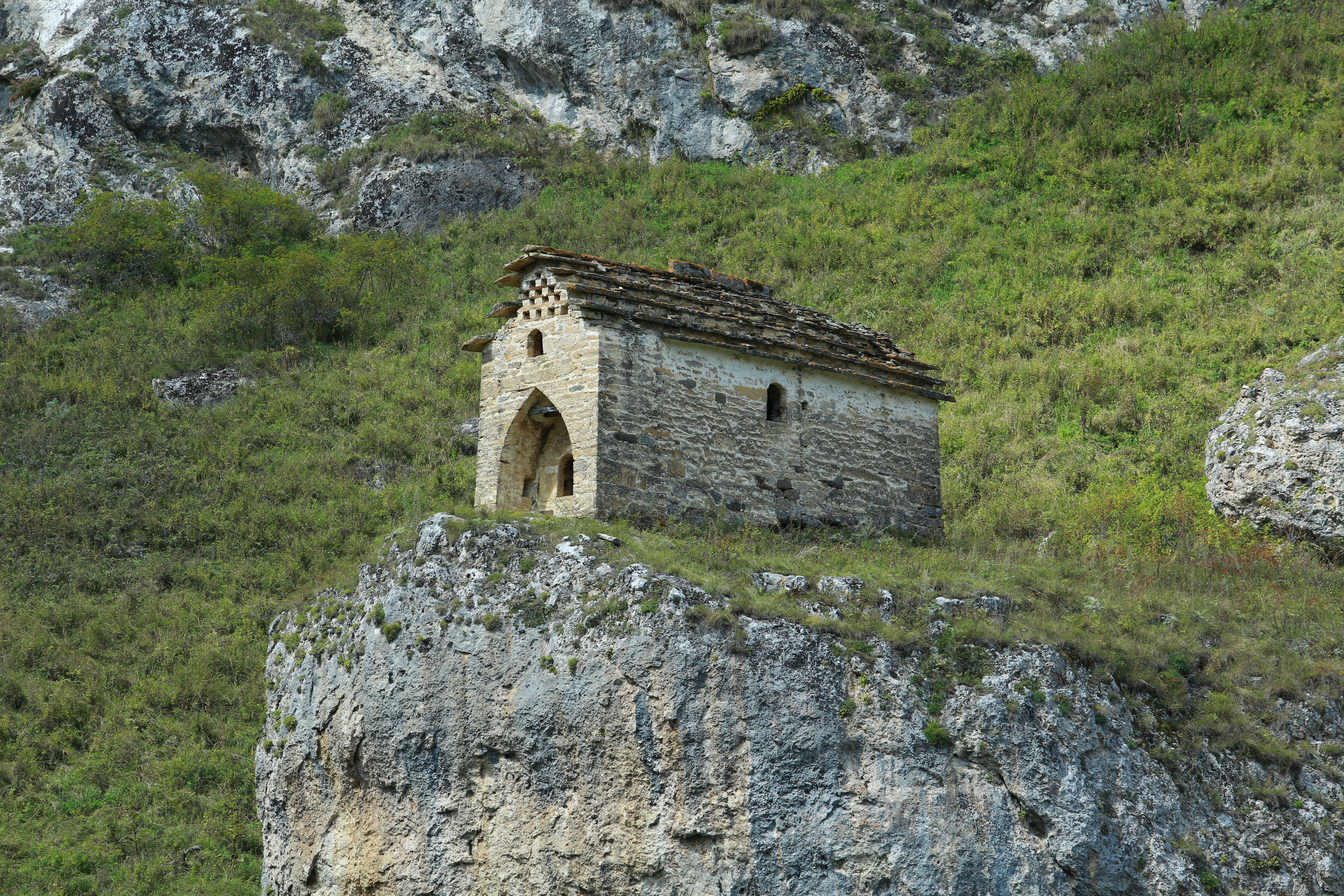
Домик красавицы в  Мозарге